# Райнах (Базель-Ланд)
Райнах (нім. Reinach BL) — місто  в Швейцарії в кантоні Базель-Ланд, округ Арлесгайм.

## Географія
Місто розташоване на відстані близько 65 км на північ від Берна, 11 км на захід від Лісталя.
Райнах має площу 7 км², з яких на 55,7% дозволяється будівництво (житлове та будівництво доріг), 26,1% використовуються в сільськогосподарських цілях, 16,7% зайнято лісами, 1,4% не є продуктивними (річки, льодовики або гори).

## Демографія
2019 року в місті мешкало 19 181 особа (+2,8% порівняно з 2010 роком), іноземців було 23,5%. Густота населення становила 2752 осіб/км².
За віковим діапазоном населення розподілялося таким чином: 18% — особи молодші 20 років, 56,2% — особи у віці 20—64 років, 25,8% — особи у віці 65 років та старші. Було 8656 помешкань (у середньому 2,2 особи в помешканні).
Із загальної кількості 12 051 працюючого 19 було зайнятих в первинному секторі, 3416 — в обробній промисловості, 8616 — в галузі послуг.